# Astrid Gehrig
Astrid Gehrig (* 1964) ist eine deutsche Historikerin.

## Leben
Nach einer Ausbildung zur Hotelfachfrau studierte Gehrig Neuere Geschichte, Neuere Deutsche Literatur und Kunstgeschichte an der Universität Tübingen und wurde dort 1996 bei Dieter Langewiesche mit einer Untersuchung über die württembergische Maschinenbauindustrie im Dritten Reich zum Dr. phil. promoviert. Sie lebt und arbeitet als Historikerin in Schönberg (Stuttgart). Im Auftrag der Stadt Tuttlingen erforschte sie die Geschichte des Kriegsgefangenenlagers Mühlau. Sie ist Vorsitzende des Vereins Nachwuchskräfte für Europa e.V.
Gehrig ist verheiratet und hat vier Kinder. 

## Veröffentlichungen (Auswahl)
- Nationalsozialistische Rüstungspolitik und unternehmerischer Entscheidungsspielraum. Vergleichende Fallstudien zur württembergischen Maschinenbauindustrie. München 1996.
- „Ihm die Welt und ihr das Haus“: das Verhältnis von Mann und Frau im ausgehenden 18. Jahrhundert. Raabe, Stuttgart, 1996
- Die moderne Frau 1914 bis 1933. Zwischen formaler Integration und alten Rollenklischees. Raabe, Stuttgart, 1998.
- Frauen im Nationalsozialismus. Raabe, Stuttgart, 1999.
- Im Dienste der nationalsozialistischen Volkstumspolitik in Lothringen. Auf den Spuren meines Großvaters. Münster 2014. [Otmar Welck]
- „Schreiben, wie mir’s ums Herz ist.“ Lebenswirklichkeit und Verfolgungsschicksal von Anna Hess im Spiegel ihrer Briefe 1937–1943. Münster 2017.
- Hermann Bickler: Deutschland draußen an der Front kennenlernen, wo es „am saubersten, am edelsten und am liebenswertesten“ ist.... In: Wolfgang Proske (Hrsg.): Täter Helfer Trittbrettfahrer. Band 8: NS-Belastete aus dem Norden des heutigen Baden-Württemberg. Gerstetten : Kugelberg, 2018 ISBN 978-3-945893-09-8, S. 65–107 (Kurzvita auf S. 421)